# 1769
Cette page concerne l'année 1769  du calendrier grégorien.
L'année 1769 est une année commune qui commence un dimanche.

## Événements
- 16 mars : retour de Louis Antoine de Bougainville à Saint-Malo après son voyage dans le Pacifique (escale à Tahiti, exploration des îles les plus septentrionales de l’archipel des Salomon)[1].

- 3 avril : traité de Madras. Paix entre le sultan du Mysore Haidar Alî et la Compagnie anglaise des Indes orientales. Fin de la première guerre du Mysore[2].
- 13 avril : James Cook, lieutenant à bord de l’Endeavour, débarque à Tahiti. Il entreprend en 1768 son premier grand voyage dans le Pacifique sud. Il accompagne, par le cap Horn, des astronomes britanniques qui vont observer à Tahiti, île tout juste découverte, le transit de Vénus devant le Soleil le 3 juin[3].

- 14 août :
  - le dey d'Alger Mohamed Ben Othmane déclare la guerre au Danemark[4].
  - tremblement de terre à Saint-Domingue[5].

- 14 septembre, Japon : le shogun Ieharu Tokugawa confie le gouvernement (Rōjū) à un homme d’origine modeste mais réputé pour sa sagesse et sa fidélité aux Tokugawa, Tanuma Okitsugu (1769-1786)[6]. Les paysans et les marchands lui imputent leurs malheurs économiques et les jacqueries reprennent dans les campagnes affamées par la rigueur du climat.
- 19 septembre, Massaoua : début du séjour en Éthiopie de l'explorateur britannique James Bruce à la recherche des sources du Nil (fin en 1772)[7].

- 6 octobre : James Cook débarque en Nouvelle-Zélande[8] où il effectue le relevé de 3 860 km de côtes. Bien qu’il n’ait pas disposé de chronomètre au cours de ce voyage et qu’il n’ait donc pas pu déterminer la longitude dans l’absolu, il réalise des cartes côtières de Nouvelle-Zélande d’une telle précision qu’elles sont utilisées jusqu’au XIXe siècle. Il contourne les deux îles et franchit le détroit qui les sépare (aujourd’hui le détroit de Cook), prouvant ainsi qu’elles ne constituaient pas la pointe méridionale d’un continent plus étendu.
- 18 octobre : début du règne de Takla Haïmanot II, négus d’Éthiopie (mort en 1779)[9].
- 10 novembre : prise de Bhatgaon[10]. Les Gurkhas achèvent la conquête du Népal.

- 13 décembre : convention de paix de Kaungtun entre la Birmanie et la Chine. La Chine renonce à ses projets d'annexion après la défaite de son armée d'invasion[11].

- Famine au Bengale[12] :  7 à 10 millions de victimes.

### Amérique
- 11 avril : une expédition maritime espagnole menée par Juan José Pérez Hernández atteint la baie de San Diego en Californie[13].
- 20 avril : le chef des outaouais, Pontiac, allié des Français, est assassiné à Cahokia[14].
- Avril : un traité est signé entre les Provinces-Unies et les Matawai, des Noirs marrons du Suriname[15].

- 14 mai : arrivée à San Diego de la première partie de l'expédition terrestre des missionnaires franciscains conduit par Fernando de Rivera y Moncado chargés par Charles III d'Espagne de fonder des missions en Californie ; la deuxième partie arrive le 1er juillet[16] ; fondation du presidio de San Diego.

- 7 juin : début de l'expédition de  Daniel Boone dans le Kentucky actuel[17].
- 16 juillet : création de la Mission San Diego de Alcalá par Gaspar de Portolà et le père Junípero Serra (aujourd'hui San Diego)[18]. Début de la colonisation espagnole en Californie.
- 18 août : Alejandro O'Reilly, nouveau gouverneur de Louisiane, restaure l'autorité espagnole sur la colonie[19].
- 2 novembre : l'expédition de don Gaspar de Portolà arrive dans la baie de San Francisco[20].
- 13 décembre : fondation de Dartmouth College (New Hampshire)[21].

.

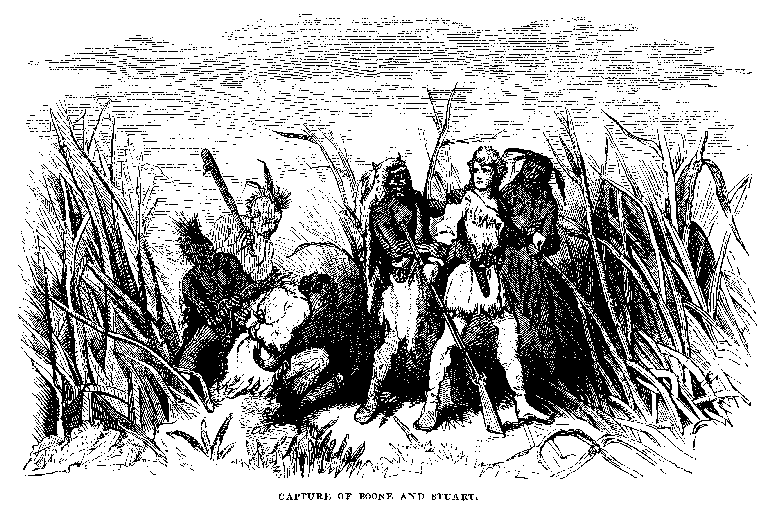
22 décembre : "Capture of Boone and Stuart" tiré de Life and Times of Col. Daniel Boone by Cecil B. Hartley (1859)

- 22 décembre : Daniel Boone est capturé par les Shawnees lors d'une expédition dans le Kentucky actuel. Il réussit à s'échapper[22].

### Europe
- 8 janvier : création de la monnaie de papier en Russie[23].

- 20 février, Grande-Bretagne : les whigs fondent une Société des partisans de la Déclaration des droits pour appuyer le combat de John Wilkes après que son élection a été annulée le 17[24].

- 2 mars : restriction du droit de mainmorte en Toscane[25].

- 15 avril : John Wilkes, élu une troisième fois aux Communes, est expulsé[26].
- 19 avril : réunion de la diète suédoise à Norrköping. Adolphe Frédéric de Suède s’appuie sur le parti des « Chapeaux », francophile, entre 1769 et 1771[27].
- 26 avril, Guerre russo-turque : Les troupes russes conduites par le prince Alexandre Golitzine passent le Dniestr et prennent Khotin le 29 ; le 30 elles sont battues par les Turcs et repassent le fleuve le 1er mai[23].

- 8 mai, Corse : défaite de Paoli à la bataille de Ponte-Novo[28].
- 16 mai : accords frontaliers entre la France et les Pays-Bas autrichiens[29].
- 19 mai : élection du pape Clément XIV (fin de pontificat 1775)[30].

- 27 juin - 19 juillet : mariage de Marie-Amélie de Habsbourg-Lorraine et Ferdinand Ier de Parme[31].
- 10 juillet, Guerre russo-turque : L’armée russe repasse le Dniestr et reprend Khotin dans la nuit du 13-14 juillet ; le 12 août elle repasse le fleuve après l’intervention du Khan de Crimée[23].

- 20 septembre : prise de Khotin, en Moldavie par Alexandre Golitzine. L’armée russe s’installe en Valachie et en Moldavie[23]. La complication des affaires polonaises force les Russes à réduire leurs interventions sur d’autres fronts.

- Septembre : la flotte russe quitte Kronstadt pour gagner la mer Égée par Gibraltar[23]. Alexeï Orlov soulève les populations grecques (Révolution d'Orloff).
- 23 octobre (12 octobre du calendrier julien) : renouvellement pour huit ans de l'alliance de 1764 entre la Russie et la Prusse[32].

- Les documents pontificaux ne sont publiés en Toscane qu’après l’accord du gouvernement[33].

## Naissances en 1769
- 8 janvier : Pietro Benvenuti, peintre néoclassique italien († 3 février 1844).
- 10 janvier : Michel Ney, maréchal d'Empire, qui sera surnommé le « Brave des Braves » († 7 décembre 1815).
- 31 janvier : Henry Howard, peintre britannique († 5 octobre 1847).

- 13 février : Ivan Krylov, écrivain russe († 21 novembre 1844).
- 19 février : Hilaire Ledru, peintre français († 2 mai 1840).

- 9 mars : Adélaïde Binart, peintre néoclassique française († septembre 1832).
- 12 mars : François Boher, peintre français († 8 avril 1825).
- 19 mars : Jacques François Joseph Swebach-Desfontaines, peintre et dessinateur français († 10 décembre 1823).
- 21 mars : Benoit Mozin, musicien et compositeur français († 1er décembre 1857).
- 22 mars : Adèle Varillat, peintre française († 1er décembre 1861).
- 23 mars : William Smith géologue britannique († 28 août 1839).
- 29 mars : Nicolas Jean-de-Dieu Soult, maréchal d'Empire († 26 novembre 1851).

- 10 avril : Jean Lannes (né à Lectoure (Gers), décédé à Ebersdorf après la bataille d'Essling du 22 mai où il fut blessé à la fin des combats), maréchal d'Empire, prince de Sievers, Duc de Montebello († 31 mai 1809).
- 30 avril : Arthur Wellesley, homme politique britannique et vainqueur de la Bataille de Waterloo contre Napoléon Bonaparte († 14 septembre 1852).

- 5 mai : Jean-Louis Fournier, homme politique français († 19 juillet 1841).

- 6 juin : Ludvig Manthey, pharmacien danois († 18 janvier 1842).
- 7 juillet : Pierre Chapt de Rastignac, militaire et homme politique français († 21 octobre 1833).

- 15 août : Napoléon Bonaparte, Premier Consul puis Empereur des Français († 5 mai 1821).
- 23 août : Georges Cuvier, paléontologue et naturaliste français († 13 mai 1832).
- 24 août : Oliver Chace, industriel américain († 21 mai 1852).
- 27 août : Adam von Aretin, diplomate et littérateur allemand († 16 août 1822).

- 19 septembre : Louis Marion Jacquet, militaire du Premier Empire († 19 juillet 1820).

- 6 octobre : Isaac Brock, général britannique († 13 octobre 1812).
- 14 octobre : Antoine Marie Chamans de Lavalette, directeur général des Postes sous le Premier Empire et proche de Napoléon Ier († 1830).
- 18 octobre : Jacques-Luc Barbier-Walbonne, peintre français († 16 mars 1860).
- 23 octobre : James Ward, peintre et graveur britannique († 23 novembre 1859).

- 7 décembre : Adèle Romany,  peintre française († 6 juin 1846).

- Date précise inconnue :
  - Bartolomé Montalvo : peintre espagnol († 11 août 1846).
  - Enrique José O'Donnell, militaire espagnol d'origine irlandaise († 17 mai 1834).

## Décès en 1769
- 2 février : Clément XIII, pape italien (° 7 mars 1693).
- 9 février : Johann Georg Trautmann, peintre et graphiste allemand (° 23 octobre 1713).

- 7 avril : André Commard de Puylorson, religieux et historien français (° 23 octobre 1710).

- 17 avril : Johann Rudolf Dälliker, peintre suisse (° 1694).
- 20 avril : Pontiac, chef des outaouais (° vers 1714).

- 21 mai : Gottfried Heinsius, mathématicien, géographe et astronome allemand (° 27 avril 1709).
- 31 mai : Francesco Fontebasso, peintre rococo italien appartenant à l'école vénitienne (° 4 octobre 1707).

- 24 juin : Jan Palthe, peintre néerlandais (° 14 février 1717).

- 17 août : Giuseppe Bazzani, peintre rococo italien (° 23 septembre 1690).
- 26 août : Jacopo Facciolati, lexicographe et philologue italien (° 4 janvier 1682).

- 22 septembre : Antonio Genovesi, économiste napolitain (° 1er novembre 1712).

- 13 octobre : Vito d'Anna, peintre italien (° 4 octobre 1718).

- 14 décembre : Ernst Wilhelm von Schlabrendorf, homme politique allemand (° 4 février 1719).
- 15 décembre : Pierre Antoine Baudouin, peintre et dessinateur français (° 17 octobre 1723).

- Date précise inconnue : Giuseppe Grisoni, sculpteur et peintre italien de la période rococo (° 24 octobre 1699).